# 提姆·布羅肖
提姆·布羅肖（德語：Tim Broshog；1987年12月2日—）是一位德國排球運動員。他現在效力於比利時球隊馬賽克排球俱樂部。他幫助德國國家男子排球隊獲得了2014年世界排球錦標賽的銅牌。